# 鲁氏秧鸡
，是鹤形目秧鸡科的一种鸟类。

## 特征
鲁氏秧鸡体重约193.39克，翼长约12.84厘米，喙宽度约4.1毫米，喙厚度约6.6毫米，嘴峰长约34.1毫米，跗蹠长约49.2毫米，尾长约47.6毫米。鲁氏秧鸡是留鸟，栖息在湖泊、沼泽等湿地环境，它们是杂食性动物。它们分布在厄立特里亚和埃塞俄比亚的高原地区。